# Ho, mia kor’
„Ho, mia kor’” (esp. „O, serce me”) – wiersz Ludwika Zamenhofa uznawany za pierwszy utwór napisany w języku esperanto. Powstał na krótko przed wydaniem Unua Libro.

(...) W tamtych dniach Zamenhof napisał bardzo krótki wiersz. Brzmi on nieco jak ciężkie oddychanie człowieka, który wbiegł pięć pięter po schodach i zatrzymał się przed drzwiami.

## Tekst
| Ho, mia kor’ Ho, mia kor’, ne batu maltrankvile, El mia brusto nun ne saltu for! Jam teni min ne povas mi facile, Ho, mia kor’! Ho, mia kor’! Post longa laborado Ĉu mi ne venkos en decida hor’? Sufiĉe! trankviliĝu de l’ batado, Ho, mia kor’! | Och, serce me (tłum. dosł.) Och, serce me! Nie bij niespokojnie, Nie wyskakuj z mojej piersi! Już wytrzymać nie mogę łatwo, Och, serce me! Och, serce me! Po długiej pracy Czy nie zwyciężę w decydującej godzinie? Dość już! Uspokój swoje bicie, Och, serce me! | O serce me! (tłum. poet.) O serce me! nie bij jak dzwon na trwogę, Nie skacz, jakby ci w piersiach było źle, Spokojnym być ja dłużej już nie mogę, O serce me! O serce me! płonneż me trudy, znoje? Zwycięstwo ich już nie nagrodzi? Nie? Zmilknij! Już dość! Rzuć walki niepokoje! O serce me! Przeł. Leonja Fruchtówna |